# Achnashellach

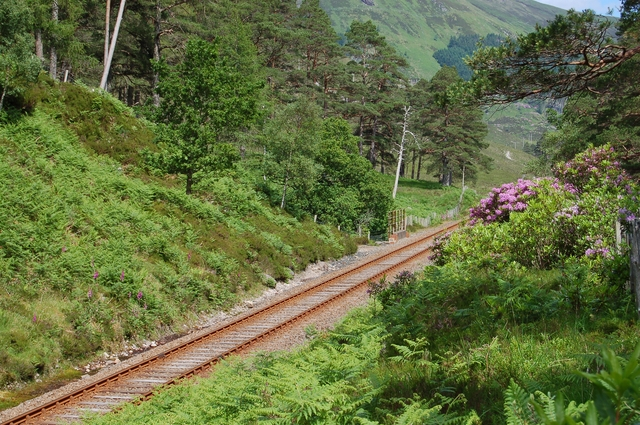
Spoorlijn nabij Achnashellach

Achnashellach (Schots-Gaelisch: Ach nan Seileach) is een gebied ten oosten van Loch Dùghaill in Ross and Cromarty in de Schotse Hooglanden. Achnashellach wordt sinds 1870 bediend door een spoorwegstation op de Kyle of Lochalsh Line.
De Battle of Achnashellach heeft hier plaatsgevonden in 1505.